# Lutherische Bekenntnisgemeinschaft in Thüringen
Die Lutherische Bekenntnisgemeinschaft in Thüringen wurde nach der Barmer Bekenntnissynode vom 29. und 30. Mai 1934 auf einer Versammlung in Weimar am 27. Juni 1934 für die Evangelisch-Lutherische Kirche in Thüringen gegründet.

## Führung, Struktur und Aufgaben
Die Führung dieser Bekenntnisgemeinschaft wurde einem Landesbruderrat übertragen, der aus 5 Geistlichen und 5 Laienmitgliedern bestand.
Der Landesbruderrat der Thüringer evangelischen Kirche setzte Beschlüsse des Reichsbruderrates um, stimmte über eigene Beschlüsse ab, z. B. über Kanzelabkündigungen, Mitgliedsbeiträge, war Gesprächspartner bei verschiedenen Themen nach innen und außen, z. B. für die eigenen Pfarrer, Bruderräte in den Gemeinden, Landesbischof, Landeskirchenrat, Rundschreiben an die Mitglieder, Reichsminister für die kirchlichen Angelegenheiten, Vertrauensmänner, Reichskirchenausschuss. 
Die Pfarrer der Bekenntnisgemeinschaft waren zusammengeschlossen in der Luth. Arbeitsgemeinschaft bzw. im Pfarrernotbund.

## Kirchenkampf
1934 lehnte der Landesbruderrat den im Kirchengesetz vom 9. August 1934 geforderten Diensteid auf Adolf Hitler ab. Man war sich damals schon im Klaren, was das bedeuten könnte: „Amtsentlassung, Brotlosigkeit, vielleicht Gefängnis. Und alle werden nicht standhalten.“ Ferner wurde die nationalkirchliche Idee der Deutschen Christen abgelehnt, die ab 1933 schrittweise alle kirchlichen Ämter besetzt hatten. 
Der Landesbruderrat setzte sich beim Landeskirchenrat der Thüringer evangelischen Kirche dagegen ein, dass auf den Kirchenvertreterschulungen das Thema Deutsche Christen behandelt wurde. Im Schreiben vom 11. Dezember 1934 an die Mitglieder werden die Gründe aufgeführt, die gegen die Bewegung der Deutschen Christen sprechen: „...3. Stellung zum Alten Testament 4. Ablehnung der Sünde. Aufhebung des Abstandes zwischen Gott und Mensch. 5. Bruch mit der eschatologischen Haltung der Bibel 6. Bruch mit der konfessionell gebundenen Kirche 7. Der Nationalsozialismus wird völlig zur Religion gemacht 8. Deutschsein und Christsein in eins“
Man wandte sich auf dem Lutherischen Tag am 6. bis 8. Februar 1937 in Gotha dagegen, dass das Alte Testament aus dem Religionsunterricht gestrichen werden soll. „Wer das Alte Testament als Judenbuch verwirft, muss aus den gleichen Gründen auch das Neue Testament als Judenbuch verwerfen. Darum gilt: Die Kirche, die ihre Grundlage – die Heilige Schrift Alten und Neuen Testamentes – preisgibt, hört auf, Kirche Jesu Christi zu sein. Ein Religionsunterricht, in dem das Alte Testament nicht mehr behandelt werden darf, hört auf, christlicher Religionsunterricht zu sein.“ 
Mitglieder und Gemeinden der Bekenntnisgemeinschaft waren nun immer mehr staatlicher Repression ausgesetzt, z. B. 
- Benachteiligung von Pfarrern[7]
- Nichtanstellung von Pfarrern[8]
- Nichtanstellung von Hilfspfarrern, die der Lutherischen Bekenntnisgemeinschaft angehören[9][10]
- Kirchen wurden durch polizeiliche Stellen aufgebrochen, um eine konforme Predigt zu gewährleisten.[11]
- Die Geheime Staatspolizei in Weimar teilte mit, dass die Lutherische Bekenntnisgemeinschaft keine kirchenbehördliche Befugnisse und deshalb kein Anrecht auf Anerkennung oder Duldung hat.[12]
- Der Gendarmeriemeister verfügte ein Verbot aller kirchlichen Veranstaltungen in privaten und profanen Räumen.[13] evangelische Pfarrer der Bekenntnisgemeinschaft wurden verhaftet.[14]
- Strafverfahren wurden eingeleitet wegen Vergehens gegen das Heimtückegesetz, wegen Kanzelmissbrauchs und öffentlicher Aufforderung zum Ungehorsam gegen Gesetze.[15]

Der Landesbruderrat der Bekennenden Kirche in Thüringen machte die Ausgrenzung und Verfolgung öffentlich und prangerte sie beim Landeskirchenrat und beim Reichsminister für die kirchlichen Angelegenheiten an. Durch ihr Eintreten gegen die Gleichschaltung durch den DC, die staatliche Kirchenpolitik, gegen das innerkirchliche Führerprinzip, gegen die Ausgrenzung von Christen jüdischer Herkunft und durch die Bekanntgabe staatlicher Gewaltmaßnahmen gegenüber evangelischen Laien und Pfarrern stellte sie für den NS-Machtapparat und seine ideologischen Wächter eine unkalkulierbare Opposition dar. 
Im Gesetz vom 14. März 1938 über den Treueid der Geistlichen und der Kirchenbeamten der Thüringer evangelischen Kirche wurde folgender Diensteid festgelegt: »Ich schwöre: Ich werde dem Führer des Deutschen Reichs und Volkes, Adolf Hitler, treu und gehorsam sein, die Gesetze beachten und meine Amtspflichten gewissenhaft erfüllen, so wahr mir Gott helfe.«
Im gleichen Jahr wurde der Konfirmandenunterricht der Bekennenden Kirche verboten. und die Geschäftsstelle des Landesbruderrates in Thüringen durch die Gestapo geschlossen. Der Kirchenkampf war verloren und Mitglieder der Bekenntnisgemeinschaft wurden entlassen, verhaftet, in den Untergrund gedrängt bzw. in den Krieg eingezogen.
Der NS-Staat wollte die totale Macht. Kirchliche Opposition konnte schwerwiegende persönliche Folgen haben, kirchlicher Widerstand konnte tödlich sein.

## Weblinks

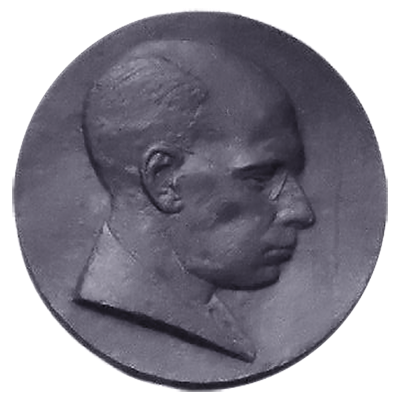
Werner Sylten